# Episodi di The Texan (seconda stagione)
La seconda stagione della serie televisiva The Texan è andata in onda negli Stati Uniti dal 14 settembre 1959 al 5 settembre 1960 sulla CBS.
| nº | Titolo originale            | Prima TV USA      |
| -- | --------------------------- | ----------------- |
| 1  | No Way Out                  | 14 settembre 1959 |
| 2  | Image of Guilt              | 21 settembre 1959 |
| 3  | Cattle Drive                | 28 settembre 1959 |
| 4  | The Dishonest Posse         | 5 ottobre 1960    |
| 5  | Blue Norther                | 12 ottobre 1959   |
| 6  | Traildust                   | 19 ottobre 1959   |
| 7  | The Telegraph Story         | 26 ottobre 1959   |
| 8  | Stampede                    | 2 novembre 1959   |
| 9  | Showdown at Abilene         | 9 novembre 1959   |
| 10 | The Reluctant Bridegroom    | 16 novembre 1959  |
| 11 | Trouble on the Trail        | 23 novembre 1959  |
| 12 | Cowards Don't Die           | 30 novembre 1959  |
| 13 | Border Incident             | 7 dicembre 1959   |
| 14 | Dangerous Ground            | 14 dicembre 1959  |
| 15 | End of Track                | 21 dicembre 1959  |
| 16 | Rough Track to Payday       | 28 dicembre 1959  |
| 17 | Friend of the Family        | 4 gennaio 1960    |
| 18 | The Taming of Rio Nada      | 11 gennaio 1960   |
| 19 | Sixgun Street               | 18 gennaio 1960   |
| 20 | The Terrified Town          | 25 gennaio 1960   |
| 21 | Thirty Hours to Kill        | 1º febbraio 1960  |
| 22 | Quarantine                  | 8 febbraio 1960   |
| 23 | Buried Treasure             | 15 febbraio 1960  |
| 24 | Captive Crew                | 22 febbraio 1960  |
| 25 | Showdown                    | 29 febbraio 1960  |
| 26 | Borrowed Time               | 7 marzo 1960      |
| 27 | The Governor's Lady         | 14 marzo 1960     |
| 28 | Town Divided                | 21 marzo 1960     |
| 29 | The Guilty and the Innocent | 28 marzo 1960     |
| 30 | Presentation Gun            | 4 aprile 1960     |
| 31 | Ruthless Woman              | 11 aprile 1960    |
| 32 | The Nomad                   | 18 aprile 1960    |
| 33 | Killer's Road               | 25 aprile 1960    |
| 34 | Lady Tenderfoot             | 9 maggio 1960     |
| 35 | The Invisible Noose         | 16 maggio 1960    |
| 36 | The Mountain Man            | 23 maggio 1960    |
| 37 | Johnny Tuvo                 | 30 maggio 1960    |
| 38 | The Accuser                 | 6 giugno 1960     |
| 39 | Mission to Monterrey        | 13 giugno 1960    |
| 40 | Badman                      | 20 giugno 1960    |
| 41 | 24 Hours to Live            | 5 settembre 1960  |

## No Way Out
- Prima televisiva: 14 settembre 1959

### Trama
- Guest star: James Griffith (Morgan Lewis), Gerald Milton (Todd Cannon), Stuart Randall (Lee Tartlock), Lucien Littlefield (John Partland), Tom Hardison (Will Carton), Joe Turkel (Evan McBeem), Kem Dibbs (Troy Ferris), Helen Wallace (Sarah Partland)

## Image of Guilt
- Prima televisiva: 21 settembre 1959
- Diretto da: Erle C. Kenton
- Scritto da: Jo Conway

### Trama
- Guest star: Don Haggerty, Fred Graham, Anthony Merrill, Tommy Andre, Paula Victor, Pitt Herbert, Selene Walters, Monte Hale, Stephen Hammer (Jimmy Grady), Chris Alcaide (Tubbs), Richard Travis (Jess Grady)

## Cattle Drive
- Prima televisiva: 28 settembre 1959

### Trama
- Guest star: Whitney Blake, Claude Akins

## The Dishonest Posse
- Prima televisiva: 5 ottobre 1960

### Trama
- Guest star: Bing Russell (Larry Boland), Nestor Paiva (Jose Taffola), Bill Erwin (Les Cosby), Peter Whitney (Nate Jeeter), Chick Bilyeu (Marshal), Jack Lambert (Jack Proddy), Henry Rowland (Dutch Schleger)

## Blue Norther
- Prima televisiva: 12 ottobre 1959

### Trama
- Guest star: Harry Dean Stanton (Chad Bisbee), Hal Baylor (Dobe Bisbee), John Beradino (Sebe Bisbee), Eddy Waller (conducente della diligenza), Ned Wever (John Camden), Parley Baer (Drummer), James Turley (Luke Bisbee), Dan Barton (Pony Sloan)

## Traildust
- Prima televisiva: 19 ottobre 1959

### Trama
- Guest star: Addison Richards, Nan Peterson, John Milford, Lane Bradford, Holly Bane, Chuck Henderson (Jim Hasty Fox), Brian Donlevy (Sam Gallup)

## The Telegraph Story
- Prima televisiva: 26 ottobre 1959
- Diretto da: Edward Ludwig
- Scritto da: Edmund Morris

### Trama
- Guest star: Fred Graham (Chad), Regis Parton (Chuck Rogers), Harry Fleer (Gil Sommers), Tom Trout (Bill Ness), Phil Tully (Grogan), Dan White (Devlin), Barbara Pepper (Mary Devlin), Richard Adams (Connors), Edward Ashley (Darrell Stanton)

## Stampede
- Prima televisiva: 2 novembre 1959

### Trama
- Guest star: Shirley Knight (Lily Akins), Pedro Gonzales Gonzales (Pedro Vasquez), Mario Alcalde (Yellow Hawk), Michael Dante (Steve Chambers)

## Showdown at Abilene
- Prima televisiva: 9 novembre 1959

### Trama
- Guest star: Roy Barcroft, Barbara Luna, Shirley Knight (Lily Akins), Pedro Gonzales Gonzales (Pedro Vasquez), Mario Alcalde (Yellow Hawk), Michael Dante (Steve Chambers)

## The Reluctant Bridegroom
- Prima televisiva: 16 novembre 1959

### Trama
- Guest star: Barbara Luna, Rodolfo Acosta, Ralph Moody, Pedro Gonzales Gonzales (Pedro Vasquez), Mario Alcalde (Yellow Hawk), Michael Dante (Steve Chambers)

## Trouble on the Trail
- Prima televisiva: 23 novembre 1959

### Trama
- Guest star: Tod Griffin, Joan Taylor, Kay E. Kuter (Shooter), Pedro Gonzales Gonzales (Pedro Vasquez), Mario Alcalde (Yellow Hawk), Michael Dante (Steve Chambers)

## Cowards Don't Die
- Prima televisiva: 30 novembre 1959
- Diretto da: Edward Ludwig
- Scritto da: Harry Kronman

### Trama
- Guest star: Bern Hoffman (Ed Bowden), Hal Baylor (Pete Amson), Sally Fraser (Martha Maitland), Robert J. Wilke (Pete Torrey), Hal Smith (barista), Sherwood Price (Mort Drover), Karl Swenson (Sam Maitland)

## Border Incident
- Prima televisiva: 7 dicembre 1959
- Diretto da: Edward Ludwig
- Scritto da: Gerald Drayson Adams

### Trama
- Guest star: Whitney Blake (Nora Banning), Claude Akins (Clay Fallon), Alberto Morin (capitano Rojas), Alan Roberts (Chico), Kipp Hamilton (Steve), Alan Hale, Jr. (Sculley), Duncan Lamont (David McMorris), Gwen Dolvn (Monecita), Natividad Vacio (Ignacio), Roberto Contreras (Gonzalez), Rodolfo Hoyos, Jr. (Lopez), Nacho Galindo (Garcia), Douglas Kennedy (Jason Quarles)

## Dangerous Ground
- Prima televisiva: 14 dicembre 1959

### Trama
- Guest star: Robert Foulk, Wendell Holmes, Harry Shannon (Jay Howell), Regis Parton, Dick Kallman (Ben Howell), Kipp Hamilton (Steve), Alan Hale, Jr. (Sculley), Duncan Lamont (David McMorris)

## End of Track
- Prima televisiva: 21 dicembre 1959

### Trama
- Guest star: Bern Hoffman, Richard Adams, Regis Parton, Harry Fleer, Don C. Harvey, Michael Pate (Emory), Alan Hale, Jr. (Sculley), Kipp Hamilton (Steve), Duncan Lamont (David McMorris)

## Rough Track to Payday
- Prima televisiva: 28 dicembre 1959

### Trama
- Guest star: Neeley Edwards, Gregg Barton, James Anderson, Mary Melrose, Regis Parton, Myrna Dell (Miss Delly), Stacy Harris (Abel Crowder)

## Friend of the Family
- Prima televisiva: 4 gennaio 1960

### Trama
- Guest star: James Coburn (Cal Gruder), Bob Terhune (Wally), Steve Terrell (Evan Randolph), Roger Perry (Robin Randolph), John Dehner (maggiore Randolph)

## The Taming of Rio Nada
- Prima televisiva: 11 gennaio 1960

### Trama
- Guest star: Bern Hoffman (Bull Brinkley), James Griffith (Shawn O'Rourke), Barbara Stuart (Poker Alice), Reed Hadley (Wild Jack Tobin), Tom Fadden (Ezekial Waters), Richard Devon (Tim Craven), Alan Dinehart (Brazos Kid), Valerie Allen (Anne Banner)

## Sixgun Street
- Prima televisiva: 18 gennaio 1960

### Trama
- Guest star: Reed Hadley (Wild Jack Tobin), Richard Devon (Tim Craven), Barbara Stuart (Poker Alice), Alan Dinehart (Brazos Kid), Tom Fadden (Ezekial Waters), Valerie Allen (Anne Banner)

## The Terrified Town
- Prima televisiva: 25 gennaio 1960

### Trama
- Guest star: Reed Hadley (Wild Jack Tobin), Richard Devon (Tim Craven), Barbara Stuart (Poker Alice), Alan Dinehart (Brazos Kid), Bob Steele (Luke Short), Tom Fadden (Ezekial Waters), Valerie Allen (Anne Banner)

## Thirty Hours to Kill
- Prima televisiva: 1º febbraio 1960

### Trama
- Guest star: Morris Ankrum, Malcolm Atterbury, Ron Soble (Amos Dawson), Katherine Squire (Mrs. Dawson), Mort Mills (Ben Dawson/Blackie Dawson)

## Quarantine
- Prima televisiva: 8 febbraio 1960

### Trama
- Guest star: Andy Clyde (Andy Miles), Alan Hale, Jr. (Sculley), Frank Ferguson (Thomas Laurie), Duncan Lamont (David McMorris), Kem Dibbs (Matt Horton), Lita Baron (Dolores)

## Buried Treasure
- Prima televisiva: 15 febbraio 1960

### Trama
- Guest star: Don Beddoe, Dick Rich, Douglas Kennedy, Duncan Lamont (David McMorris), Andy Clyde (Andy Miles), Frank Ferguson (Mac), Lita Baron (Dolores)

## Captive Crew
- Prima televisiva: 22 febbraio 1960

### Trama
- Guest star: Kem Dibbs (Matt Horton), Duncan Lamont (David McMorris), Andy Clyde (Andy Miles), Alan Hale, Jr. (Sculley), Kipp Hamilton (Steve), Lita Baron (Dolores)

## Showdown
- Prima televisiva: 29 febbraio 1960

### Trama
- Guest star: Anthony Caruso, Hugh Sanders, Ron Hayes, Duncan Lamont (David McMorris), Alan Hale, Jr. (Sculley), Kipp Hamilton (Steve)

## Borrowed Time
- Prima televisiva: 7 marzo 1960

### Trama
- Guest star: Raymond Greenleaf (reverendo Hibbs), Jim Drake (Matt Stacy), John Pickard (Jess Walton), Russ Conway (Bob Jason), George Keymas (Lud Galloway), Ann Robinson (Anne Carter)

## The Governor's Lady
- Prima televisiva: 14 marzo 1960

### Trama
- Guest star: Mark Dana (John Maddox), Frank Puglia (Carlos Moreno), Richard Travis (governatore), Lita Baron (Lita Moreno)

## Town Divided
- Prima televisiva: 21 marzo 1960

### Trama
- Guest star: Walter Coy (Doc Nelson), June Blair (Ellen Warren), Steve Terrell (Ken Crowley), Morgan Woodward (Mark Jordan)

## The Guilty and the Innocent
- Prima televisiva: 28 marzo 1960

### Trama
- Guest star: Don C. Harvey, Percy Helton, Denver Pyle (sceriffo), Helene Wallace (Ma Lewis), Bud Slater (Jed Lewis), Robert F. Simon (Vance)

## Presentation Gun
- Prima televisiva: 4 aprile 1960

### Trama
- Guest star: Harry Harvey, Stafford Repp, Chris Alcaide (Deputy Luke Smith), Gary Judas (Curley Sloane), Ron Starr (Chris Calvin), Robert Brubaker (sceriffo Jim Calvin)

## Ruthless Woman
- Prima televisiva: 11 aprile 1960
- Diretto da: Harry Harris
- Soggetto di: Buckley Angell

### Trama
- Guest star: Ken Mayer (Tom Bolt), Bob Hopkins (Ewell), Joyce Meadows (Helen Castle), Francis McDonald (Tod Colton)

## The Nomad
- Prima televisiva: 18 aprile 1960

### Trama
- Guest star: Larry Chance, Edward Earle, William Fawcett, Nesdon Booth (Kurt), Robert Anderson (Fraiser), Cindy Ames Salerno (Janet), Danny Scholl (Tony)

## Killer's Road
- Prima televisiva: 25 aprile 1960

### Trama
- Guest star: Lane Bradford (Jed Burdette), Harry Fleer (Marshal Gibbons), Robert J. Wilke (Asa Kirby), James Best (Clay Kirby)

## Lady Tenderfoot
- Prima televisiva: 9 maggio 1960

### Trama
- Guest star: Pedro Gonzales Gonzales (Pedro Vasquez), Jack Elam (Dud Parsons), Emory Parnell (Hugo Henshaw), Claire Kelly (Gail Henshaw)

## The Invisible Noose
- Prima televisiva: 16 maggio 1960

### Trama
- Guest star: Bill Erwin (sceriffo Rand), Gregg Barton (Posse Leader), Charles Maxwell (Jeff), Regis Parton (Pete), Anthony Brand (Charlie Short), Paul Keast (Parson), Elaine Edwards (Lois Bentley)

## The Mountain Man
- Prima televisiva: 23 maggio 1960

### Trama
- Guest star: Sam Edwards, Regis Parton, Bud Osborne, Hal Smith, Ken Mayer (Ace Morgan), Duncan Lamont (Mack), Charles Arnt (Ed Kingman)

## Johnny Tuvo
- Prima televisiva: 30 maggio 1960
- Diretto da: Edward Ludwig
- Scritto da: Frank Chase

### Trama
- Guest star: Dehl Berti (Mouse Murphy), Frank Wilcox (Robert Kincaid), Carrie Nagle (Mary Webster), Myron Healey (Gate Gaylor), Roberto Contreras (Maggio), Jack Carr (Hanrahan), Ron Hagerthy (Johnny Tuvo)

## The Accuser
- Prima televisiva: 6 giugno 1960

### Trama
- Guest star: Harry Cheshire (Doc McKenzie), Jim Hayward (Clem Potter), Kristine Miller (Mattie), Don Haggerty (Lew Taylor), Mike Mazurki, Regis Parton, Jimmy Lydon (Smitty), Fay Roope (Benton)

## Mission to Monterrey
- Prima televisiva: 13 giugno 1960
- Diretto da: Erle C. Kenton
- Scritto da: Erle C. Kenton, Will Gould

### Trama
- Guest star: Raymond Bailey (James Wade), Lane Bradford (Buck Tanner), Richard Carlyle (Clay Beaumont), Jewell Lain (Janet Wade), Eduardo Noriega (capitano Ortega)

## Badman
- Prima televisiva: 20 giugno 1960
- Diretto da: Erle C. Kenton
- Scritto da: Erle C. Kenton

### Trama
- Guest star: Anthony Warde (Clem Bodie), John Alderson (Jake), Beverly Washburn (Greta Bradden), Celia Lovsky (nonna Bradden), Gilman Rankin (Marshal Roy Adams), John Harmon (Russ Harbin), Tod Griffin (Kurt Bradden)

## 24 Hours to Live
- Prima televisiva: 5 settembre 1960

### Trama
- Guest star: Paul Birch (sceriffo Benson), Richard Norris, Harry Bartell, Wendell Holmes (Henry Morton), Charles Cooper (Steve Murrow), Barbara Kelly (Ruth), Burt Mustin